# Die liebe Angst
Die liebe Angst ist der autobiografische Debütroman der Schriftstellerin Liane Dirks. Die Erstausgabe erschien 1986 bei Hoffmann und Campe. Das Buch gilt als erstes belletristisches Werk in Deutschland, das Kindern, die von sexuellem Missbrauch betroffen sind, eine Stimme verleiht. Liane Dirks’ späterer Roman Vier Arten meinen Vater zu beerdigen kann als indirekte Fortsetzung des Buches gesehen werden.

## Inhalt
Das Buch schildert aus der Ich-Perspektive der am Ende des Buches 11-jährigen Anne eine Kindheit, die von sexualisierter Gewalt durch den Vater geprägt ist. Große biografische Umbrüche wie Umzüge und Einschulung werden ebenso beiläufig geschildert, wie alltägliche Kindheitserlebnisse. Dabei wird die Bedrohung dieser Kindheit durch die Gewalt und die Ambivalenz der Beziehung zum Vater bereits auf den ersten Seiten deutlich. Der Trost, den die Fantasiegeschichten des Vaters für das von Streits der Eltern belastete Mädchen bedeuten, wird unterlaufen von dem (vom Vater erfundenen) Wunsch eines Plastikfisches, beim Baden in die „Muschi“ des Kleinkindes schlüpfen zu wollen. Bereits zuvor wird deutlich, dass Erwachsene für die Protagonistin keinen Schutz und keine Hilfe anbieten. Das Kind erlebt am Beispiel eines Radiomoderators: „Die haben sanfte Stimmen und sind jeden Abend so lieb und … nehmen einen nicht ernst.“ Die Erfahrung, nicht ernst genommen zu werden, wiederholt sich, als Anna und ihre Schwester Lou versuchen, einen Pfarrer über den jahrelang andauernden Missbrauch an beiden Mädchen zu informieren. Der Pfarrer schenkt den Kindern Orangen und schickt sie ohne Unterstützung wieder nach Hause. Wenig später muss Anna ihre Freundin einladen, damit der Vater auch sie nackt sehen und fotografieren kann. Dieses Mädchen hält das Schweigegebot, das der Vater beiden Mädchen auferlegt hat, nicht ein und es kommt zu seiner Verhaftung und der Verurteilung zu einer mehrjährigen Haftstrafe. Anna erlebt dies zunächst als Erleichterung. Da sie und ihre Schwester massiver Diskriminierung durch Nachbarn und Mitschüler ausgesetzt sind, ist die Zeit der Inhaftierung des Vaters jedoch ebenfalls keine sorgenfreie Zeit. Dazu kommen Schuldvorwürfe und lieblose Verhaltensweisen der Mutter. Anna erwartet die Haftentlassung des Vaters schließlich mit einer Mischung aus Angst und Sehnsucht. Die Familie zieht zu diesem Anlass in eine neue Stadt und es wird sehr schnell deutlich, dass der Vater plant, die sexualisierte Gewalt fortzusetzen. Er versucht Annas Schuld- und Angstgefühle zu schüren und sie einzuschüchtern. Anna verweigert sich seinen sexuellen Wünschen in der Folge jedoch das erste Mal erfolgreich und vertraut sich anschließend ihrer Mutter an, die auch tatsächlich Anzeige erstattet. Das Buch endet mit der Zeugenaussage Annas bei der Polizei.

## Rezeption
Der Roman wurde direkt nach seinem Erscheinen vielfach gelobt. Volker Hage urteilte im Spiegel, das Buch sei „bemerkenswert stilsicher“. Er stand 1986 auf der shortlist zum aspekte-Literaturpreis und zum Literaturpreis der Stadt Bremen.
1990 bezog die damalige Familienministerin Ursula Lehr das Buch in ihre Kampagne „Keine Gewalt gegen Kinder“ ein.
Das Buch wird auch heute noch in Fachkreisen als Hintergrundliteratur empfohlen, da es eine Einfühlung in die Lebenswelten von sexualisierter Gewalt betroffener Mädchen ermöglicht.

## Ausgaben
Der Roman erschien 1986 zunächst als Hardcover bei Hoffmann und Campe. Zwischen 1989 und 1992 erschienen vier Auflagen als rororo Taschenbuch. 1996 gab es eine weitere Taschenbuchausgabe in der Reihe btb des Goldmann Verlags. 2008 erschien eine weitere Taschenbuchausgabe bei Kiepenheuer & Witsch, die 2015 neu aufgelegt wurde.